# Stazione di Piana di Monte Verna
La stazione di Piana di Monte Verna è una stazione ferroviaria a servizio del comune di Piana di Monte Verna, in provincia di Caserta, posta sulla ferrovia Piedimonte Matese - Santa Maria Capua Vetere (Alifana alta). Attualmente è gestita dall'Ente Autonomo Volturno (EAV).

## Storia
Originariamente chiamata stazione di Piana di Caiazzo, è stata danneggiata durante la Seconda guerra mondiale e ricostruita nel dopoguerra leggermente più a nord della stazione anteguerra.

## Strutture e impianti
La stazione, situata appena più a nord del centro abitato, conta due binari e un fabbricato viaggiatori per il servizio viaggiatori, ed un più piccolo edificio ed un binario tronco per lo scalo merci, attualmente inutilizzato. A fianco al binario tronco si immette la stradina asfaltata che consente l'accesso alla stazione.

## Movimento
La stazione è servita da treni regionali svolti da EAV, vi fermano tutti i treni della relazione Napoli - Piedimonte Matese e le destinazioni principali sono Napoli e Piedimonte Matese.